# جون كونينغهام (لاعب دوري الرغبي)
جون كونينغهام (بالإنجليزية: John Cunningham)‏ هو لاعب دوري الرغبي أسترالي، ولد في 3 مارس 1952 في بارو إن فورنيس في المملكة المتحدة.